# Липський Юрій Наумович
Юрій Наумович Липський (22 листопада 1909 — 24 січня 1978) — радянський астроном.
Народився у селі Дубровно (нині Вітебська область, Білорусь). У 1938 закінчив Московський університет, а потім аспірантуру при ньому під керівництвом В. Г. Фесенкова. У 1941 був призначений завідувачем Кучинської астрофізичної обсерваторії Державного астрономічного інституту ім. П. К. Штернберга. У 1942—1945 — учасник Другої Світової війни. З 1945 працював у Державному астрономічному інституті ім. П. К. Штернберга (з 1963 очолював відділ фізики Місяця і планет). Одночасно викладав у Московському університеті.
Основні наукові роботи відносяться до дослідження Місяця та планет. Удосконалив методику поляриметричних спостережень, яку потім широко використовував при вивченні Місяця, планет, сонячної корони, денного і сутінкового неба. Розробив нові методи спектрофотометричних досліджень, у тому числі метод, заснований на поляризаційно-спектрофотометричних вимірах. Брав активну участь у дослідженні Місяця за допомогою космічних літальних апаратів. Запропонував оригінальну методику обробки перших фотографій невидимої з Землі місячної півкулі, завдяки якій вдалося виявити багато особливостей місячного рельєфу. Керував створенням першої карти зворотного боку Місяця і першого у світі глобусу Місяця, а також публікацією «Атласу зворотного боку Місяця» (1-а частина 1960). З середини 1960-х років очолював комплексні роботи з вивчення космічних знімків Місяця і глобального картування поверхні місячної кулі на підставі огляду місячної поверхні космічними апаратами і знімків, переданих з борту штучних супутників Місяця. В результаті цих робіт були зроблені фундаментальні висновки про глобальну будову місячної кулі, виявлені невідомі раніше типи місячних утворень — величезні западини на материковому щиті і гігантські кратерні ланцюжки; в 1967 і 1975 видані 2-а і 3-я частини «Атласу зворотного боку Місяця» і селенодезичні каталоги, що охоплюють видимий і зворотний боки Місяця. Під керівництвом Липського був проведений порівняльний статистичний аналіз розподілу кратерних форм на Місяці, Меркурії і Марсі. У 1977 видано «Каталог кратерів Меркурія і Місяця» і «Каталог кратерів Марса, Меркурія і Місяця», які були підготовлені під його керівництвом.
На його честь названий кратер на Місяці.